# هنری نایت استورکس
هنری نایت استورکس (انگلیسی: Henry Knight Storks؛ ۵ آوریل ۱۸۱۱ – ۶ سپتامبر ۱۸۷۴) فرد نظامی اهل پادشاهی متحد بریتانیای کبیر و ایرلند بود. وی همچنین برندهٔ جوایزی همچون نشان حمام شده‌است.